# Kulistenen

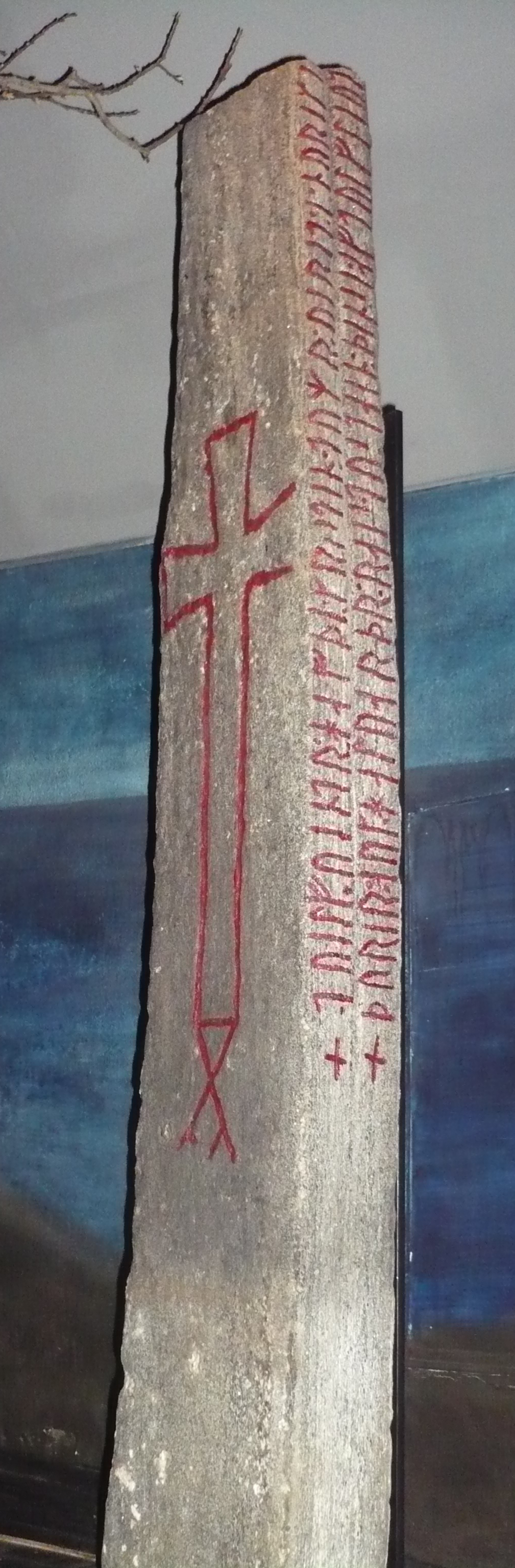
Kulistenen i Vitenskapsmuseet i Trondheim.

Kulistenen (signum N 449) är en runsten från Kuløy i Smøla kommun i Møre og Romsdal.
På den flata sidan är ett kors inhugget, och på kantsidan en runinskrift i två linjer. Toppen av stenen är avslagen, och det är sannolikt att något av inskriften saknas efter brottet. Stenen finns nu i Vitenskapsmuseet i Trondheim.

## Inskrift
Inskriften lyder i translitterering:
þurir : auk : hal(u)arþr : rai(s)(t)(u) * stain : þins(i) * aft u(l)f(l)iu(t) ... ¶ tualf * uintr * ha(f)(þ)i : (k)r(i)(s)(t)(i)(n)*(t)umr : (u)iri(t) * (i) n(u)riki ...
Normaliserat till fornnordiska:
Þórir ok Hallvarðr reistu stein þenna ept Ulfljót(?) ... Tolf vetr hafði kristindómr verit í Nóregi ...
Översatt till svenska:
"Tore och Hallvard reste denna sten efter Ulfljot(?) [...] Tolv vintrar hade kristendomen varit i Norge [...]"
Det är osäkert vad inskriften syftar på, om det rör sig om Olav Tryggvasons mission eller kanske Håkon den godes. Olav Haraldssons (Olav den helige) insats är för sen att döma av språk och runformer, och dessutom skulle uttrycken ha valts annorlunda. Inskriften är den äldsta norska källan som nämner kristendomen och landets namn.